# Terra X: Unterwegs in der Weltgeschichte
Terra X: Unterwegs in der Weltgeschichte ist eine sechsteilige Fernsehdokumentation und Teil der ZDF-Dokumentationsreihe Terra X. In der Reihe führt Moderator Hape Kerkeling den Zuschauer durch die Weltgeschichte, wobei er zum einen historische Orte in ihrem heutigen Aussehen besucht, aber auch selbst in die Rolle historischer Persönlichkeiten schlüpft, die er humorvoll darstellt.

## Hintergrund
Für die Produktion wurde an 100 Tagen an 30 verschiedenen Orten auf der ganzen Welt gedreht. Dabei kam für eine für Fernsehproduktionen enorme Anzahl an Statisten zum Einsatz. Die digitalen Rekonstruktionen der historischen Orte und Landschaften produzierte die Firma Faber Courtial.

## Rezeption
Die Kritiken zur Reihe fielen überwiegend negativ aus. Grundlegend sei das Erzähltempo zu hoch, als dass die Geschichte gebührend wiedergegeben werden könne. Spiegel Online verglich Hapes Weltgeschichte mit der Fernsehdokumentation Die Deutschen: Während in Die Deutschen 1.200 Jahre in 1.500 Minuten Sendezeit passiert werden, „erhebt Kerkeling nun mit 270 Minuten Vollständigkeitsanspruch auf 5.000 Jahre Menschheitsgeschichte“. In einem „History-Best-of“ würden nur „die Hits der zivilisatorischen Entwicklung abgespult“. Folglich kritisierte auch die Süddeutsche Zeitung: „Bilder und Botschaften bleiben trotz des Aufwands nicht hängen.“
Darüber hinaus würde die Darstellung Kerkelings insgesamt unpassend sein. Spiegel Online bezeichnete die Reihe als „Volkshochschulkurs mit Travestie-Einlagen“, das „nur im beschränkten Maße Witz“ verbreite. Die Süddeutsche Zeitung schrieb, der „gut gelaunte Kerkeling“ führe die Zuschauer „mit freundlicher Naivität durch die Zeiten, humorig schmunzelnd, aber ohne Witz“. Dabei sei er weder um „Seriosität bemüht“, noch „um das Demonstrieren und Wecken von historischer Neugierde“ und bekenne dabei „sympathisch uneitel eine historische Laienhaftigkeit“.

## Folgen
| Folge | Episodentitel               | Erstausstrahlung          |
| ----- | --------------------------- | ------------------------- |
| 1     | Der große Aufbruch          | 23. Oktober 2011 (ZDF)    |
| 2     | Ewiges Rom                  | 25. Oktober 2011 (ZDFneo) |
| 3     | Abenteuer Mittelalter       | 31. Oktober 2011 (ZDFneo) |
| 4     | Entdecker und Eroberer      | 1. November 2011 (ZDFneo) |
| 5     | Weltreiche und Revolutionen | 7. November 2011 (ZDFneo) |
| 6     | Kriege und Supermächte      | 8. November 2011 (ZDFneo) |

## Einschaltquoten
Die Einschaltquoten waren insgesamt sehr gut. Nach Senderangaben verfolgten den Auftakt der Reihe am 23. Oktober 2011 auf dem Sendeplatz am Sonntag um 19.30 Uhr 5,55 Millionen Zuschauer (Marktanteil: 17,0 Prozent), wobei bei den 14- bis 49-Jährigen ein hoher Marktanteil von 13,4 Prozent erreicht wurde. Damit lag der Sender weit über den durchschnittlichen 7,3 Prozent, die üblicherweise von Terra X erreicht werden. Im Durchschnitt erreichte die Reihe 5,51 Millionen Zuschauer mit einem Marktanteil 16,9 Prozent. In der Altersgruppe der 30- bis 59-jährigen Zuschauer erreichte die Sendung insgesamt einen Anteil von 15,9 Prozent.